# Santiago Ydáñez
Santiago Ydáñez (Puente de Génave, Jaén, 1969) es un pintor español.

## Biografía
Estudió Bellas Artes en la Universidad de Granada y ha realizado talleres entre otros con Juan Genovés. Obtuvo una Beca del Colegio de España en París del Ministerio de Cultura en 2001 y la Beca de la Fundación Marcelino Botín en 1998. 
Junto con otros cuatro artistas originarios de la península ibérica, como el fotógrafo Sergio Belinchón (Valencia, 1971), ha autogestionado una iniciativa para mostrar sus últimos trabajos en Berlín. El espacio se denomina Invaliden1 Galerie y se encuentra ubicado en el centro de la ciudad en el distrito de Mitte. 
Santiago Ydáñez vive y trabaja entre Berlín (Alemania) y Granada (España).

## Exposiciones
- Truck Art Project - Madrid, España
- Exposición "Las caricias del coloso" en la galería Javier López&Fer Francés. Enmarcada en el programa Apertura 2020 de Arte_Madrid.[1]

## Premios
- Premio de Pintura ABC (2002)
- Premio de Pintura Generación 2002, otorgado por Caja Madrid.
- Premio BMW de pintura (2018)[2]